# Antoine Pons
Pour les articles homonymes, voir Pons.
Antoine Pons est un footballeur français né le 24 juin 1922 à Oran (Algérie française) et décédé le 5 avril 1996 à Sète. Il évoluait au poste de gardien de but